# Schistopterum ismayi
Schistopterum ismayi är en tvåvingeart som beskrevs av Hardy 1982. Schistopterum ismayi ingår i släktet Schistopterum och familjen borrflugor. Inga underarter finns listade i Catalogue of Life.